# Thomas Arthur de Lally-Tollendal
Thomas Arthur dit Lally-Tollendal (Rumans d'Isèra, 13 de gener de 1702 - París, 9 de maig de 1766), baró de Tollendal, comte de Lally, va ser un general francès d'origen irlandès.
Després de la seva participació en la Guerra de Successió de Polònia i la Guerra de Successió Austríaca, és enviat a l'Índia, en qualitat de Governador general dels Establiments Francesos a l'Índia, on perd els indígenes així com els oficials del seu propi grup expedicionari.

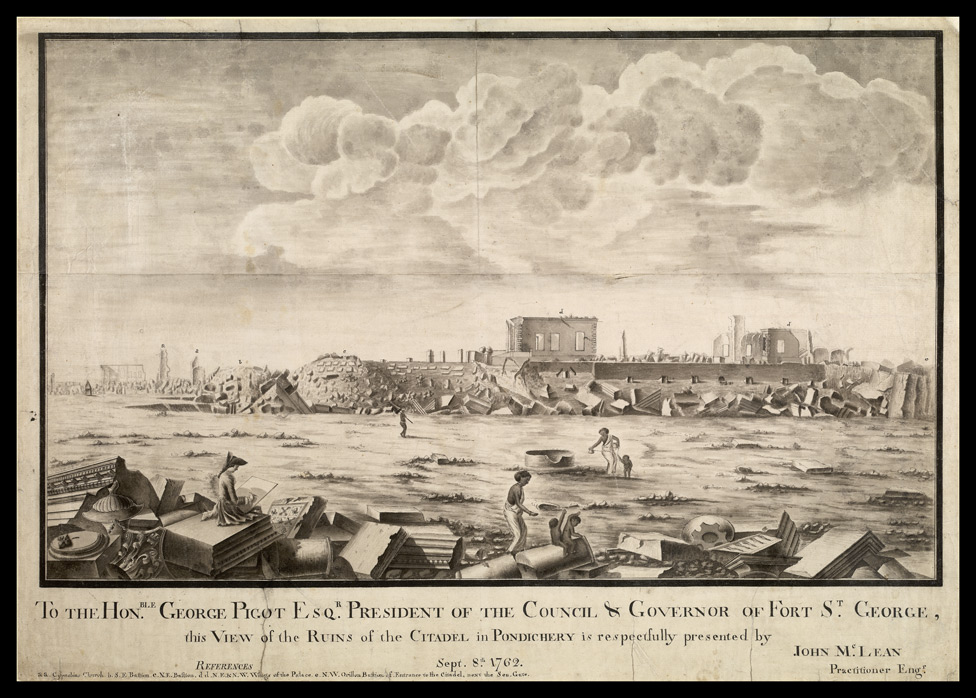
Les ruïnes de Pondicherry després de la destrucció de la ciutat pels anglesos el 1761

L'esclat de la Guerra dels Set Anys va renovar el llarg conflicte entre les companyies comercials franceses i britàniques per la influència al subcontinent. Els francesos es van aliar amb l'Imperi mogol per resistir l'expansió britànica. A Bengala les forces britàniques de Robert Clive van recuperar Calcuta del Nawab Siraj ud-Daulah, aliat francès i el van expulsar del seu tron a la batalla de Plassey el 1757, El mateix any, els britànics també van capturar Chandernagar, l'assentament francès a Bengala. i al sud, tot i que els francesos van capturar Cuddalore, el seu setge de Madràs va fracassar, mentre que el comandant britànic Eyre Coote va derrotar decisivament el comte de Lally a la batalla de Wandiwash el 1760 i va envair el territori francès dels Circars del Nord. La capital francesa a l'Índia, Pondicherry, va caure en mans dels britànics el 1761, i amb la caiguda dels assentaments francesos menors de Karikal i Mahé va suposar eliminar el poder francès a l'Índia.
L'autoritarisme de Lally, el seu fracàs a Madras i la seva rendició a Pondicherry (la ciutat és destrossada totalment pels anglesos) li valen una condemna a mort acusat de traïció. La seva execució (decapitació) a París, el 9 de maig de 1766, pels botxins Sanson pare i fill, esdevé gairebé un espectacle de Gran Guinyol.
Voltaire es va mobilitzar amb el seu fill, el Marquès de Lally-Tollendal, per obtenir la seva rehabilitació. El seu judici va ser revisat el 1778. Sempre amb el suport de Voltaire des de 1773, obté el 1778 la cassació de la detenció del parlament, però l'assumpte, va retornar davant els parlaments de Rouen i de Dijon, que es decideixen per una confirmació de la condemna.